# 潘仲鱼
潘仲鱼（1919年7月—2006年），浙江湖州人，中华人民共和国科学家。

## 生平
1940年毕业于香港大学土木系，1047年，在美国科罗拉多大学获科学硕士学位。1945年去美国垦务局工作，后参加三峡水电站设计。1949年返回中国，担任福建省水利局科长、总工程师，历任福建省水利电力厅总工程师、厅长。